# Федоровіт
Федоровіт (рос. федоровит; англ. fedorowite; нім. Fedorowit m) — піроксен проміжного складу між егірином і егірин-авгітом. Світло-зелений різновид діопсиду з незначним вмістом Na, Al, Fe. Зустрічається у меланократових лужних породах. Знайдений у пров. Рим, Італія.
Названий за прізвищем російського кристалографа Є. С. Федорова (C.Viola, 1899).